# 拉特蘭公爵
拉特蘭公爵（英語：Duke of Rutland）是一個英格蘭貴族爵位，1703年第九代拉特蘭伯爵約翰·曼納斯受安妮女王晉升為第一代公爵。

徽章

## 頭銜持有人
1. 第一代拉特蘭公爵約翰·曼納斯（英语：John Manners, 1st Duke of Rutland）
2. 第二代拉特蘭公爵約翰·曼納斯（英语：John Manners, 2nd Duke of Rutland）
3. 第三代拉特蘭公爵約翰·曼納斯（英语：John Manners, 3rd Duke of Rutland）
4. 第四代拉特蘭公爵查爾斯·曼納斯（英语：Charles Manners, 4th Duke of Rutland）
5. 第五代拉特蘭公爵約翰·曼納斯（英语：John Manners, 5th Duke of Rutland）
6. 第六代拉特蘭公爵查爾斯·曼納斯（英语：Charles Manners, 6th Duke of Rutland）
7. 第七代拉特蘭公爵約翰·曼納斯
8. 第八代拉特蘭公爵亨利·曼納斯（英语：Henry Manners, 8th Duke of Rutland）
9. 第九代拉特蘭公爵約翰·曼納斯（英语：John Manners, 9th Duke of Rutland）
10. 第十代拉特蘭公爵查爾斯·曼納斯（英语：Charles Manners, 10th Duke of Rutland）
11. 第十一代拉特蘭公爵大衛·曼納斯（現任）